# Viciria polysticta
Viciria polysticta es una especie de araña saltarina del género Viciria, familia Salticidae. Fue descrita científicamente por Simon en 1902.
Habita en Sri Lanka.